# Naman Keïta
Naman Keïta (Párizs, 1978. április 9. –) olimpiai bronzérmes, világ- és Európa-bajnok francia atléta, futó.

## Pályafutása
1999-ig Mali színeiben versenyzett.
Karrierje első kimagasló eredményét a 2003-as párizsi világbajnokságon érte el, ahol aranyérmet szerzett a négyszer négyszázas francia váltó tagjaként. Keïta Leslie Djhone, Stéphane Diagana és Marc Raquil társaként, új nemzeti rekorddal lett világbajnok.
Pályafutása alatt egyetlen olimpián vett részt, 2004-ben, Athénban szerepelt. Itt egyedül a négyszáz méteres gátfutás számában indult, melyet harmadikként zárt. Mindössze 0,15 másodperccel maradt el az ezüstérmes Danny McFarlane-től a döntőben.
2006-ban az Európa-bajnokságon is győzött a váltóval, majd a 2007-es oszakai világbajnokságon pozitív lett a doppingtesztje; szervezetében a megengedettnél magasabb volt a tesztoszteronszint. Kétéves eltiltást kapott.

## Egyéni legjobbjai
- 200 méteres síkfutás - 21,48 s (2006)
- 300 méteres síkfutás - 33,01 s (2004)
- 400 méteres síkfutás - 45,74 s (2004)
- 400 méteres gátfutás - 48,17 s (2004)
- 800 méteres síkfutás - 1:53,10 s (2006)
- Magasugrás (szabadtér) - 2,07 m (1996)
- Magasugrás (fedett) - 2,04 m (1997)

## Családja
Noha Párizsban született, édesanyja algériai, míg édesapja mali származású.